# عبد الأمير الورد
عبد الأمير محمد أمين الورد (1933 - 13 يوليو 2006) شاعر وأستاذ جامعي وممثل مسرحي عراقي. ولد في الكاظمية ببغداد. مجاز في اللغة العربيّة وآدابها من جامعة بغداد عام 1958، وحصل على الدكتوراه في النحو واللغة عام 1978. عمل أستاذاً للنحو في كليّة الآداب في جامعة بغداد. عضو نقابة الفنانين العراقيين، والفرقة الشعبية للتمثيل، وفرقة المسرح الحديث، واتحاد الأدباء في العراق. نشر شعره في المجلات الأدبيّة ولم يُجمع في ديوان. له عدة مؤلفات في دراسات أدبية ولغوية. توفي في بغداد.

## سيرته
ولد عبد الأمير بن محمد أمين بن جعفر الوردي الحسيني الكاظمي، في سنة 1933 م/ 1352 هـ في محلة البحرين بالكاظمية ونشأ بها. دخل المدارس الرسمية وتخرج فيها. حصل على شهادة الاكتفاء - البكالوريوس - في أداب اللغة العربية من جامعة بغداد 1958، وعلى شهادة الفضل - الماجستير - وعلى شهادة الاجتهاد - الدكتوراه - في النحو واللغة 1978.
عمل أستاذاً للنحو ومشكلات العربية والعروض في قسم اللغة العربية بكلية الآداب بجامعة بغداد، كما درس في جامعة السليمانية، وأكاديمية الفنون الجميلة وكلية الإدارة والاقتصاد. «تسلم ناصية اللغة العربية فلم يتكلم إلّا بها وشارك بعدة فنون بالإضافة إلى مقامه العلمي السامي». عضو نقابة الفنانين العراقيين، والفرقة الشعبية للتمثيل. وفرقة المسرح الفني الحديث، واتحاد الأدباء في العراق. أقلع عن النشاط الشعري منذ أكثر من عشر سنوات وفرغ نفسه للتدريس وبعض النشاط المسرحي. نشر بعضاً من شعره وبحوثه ودراساته اللغوية والنحوية في المجلات المختصصة.
 هاجر للتدريس في جامعة درمة في ليبيا عام 1990 ثم جامعة صنعاء عام 2000، عاد إلى العراق عام 2004 ليواصل رسالته التربوية والثقافية.ولعل من أشهر ما عرف به.برنامجه الإذاعية الشهير عن الاخطاء النحوية.
توفي في 13 يوليو 2006/ 17 جمادى الاخرة 1427 في بغداد.

## مؤلفاته
- منهج الأخفش الأوسط في الدراسة النحوية
- تحقيق ودراسة لكتاب الأخفش معاني القرآن.
- في رحاب الصحيفة السجادية
- المدارس النحوية بين التصور والتصديق
- المعركة، قصائد شعرية
- الظئريات في اللغة
- ديوان شعره
- مقدمة في أدب الوالدين
- عين من العين على العين والمعجم العربي
- شرح ابن جني لديوان المتنبي

## وصلات خارجية
- في أرشيف المجلات